# Liga Nacional de Fútbol Profesional
De Liga Nacional de Fútbol Profesional (ook wel bekend als de Liga de Fútbol Profesional en beter bekend als LaLiga) is de organisatie die zorgt draagt over de belangrijkste professionele voetbalcompetities in Spanje. De organisatie is in 1984 opgericht. Onder LaLiga vallen de Primera División en de Segunda División A.
In elk seizoen speelt een club twee keer tegen dezelfde tegenstander. Eén keer in het thuisstadion en één keer bij de tegenstander. Dit zorgt ervoor dat er in de Primera División 38 wedstrijden met 20 clubs en 42 wedstrijden met 22 clubs in de Segunda División A zijn. Aan het einde van elke seizoen degraderen er drie clubs uit de Primera División en komen er drie beste clubs van de Segunda División A ervoor terug. Dit principe is precies hetzelfde met promotie van de Segunda División B naar de Segunda División A of omgekeerd, maar dan met vier teams die de divisie moeten vertrekken of binnenkomen.